# Rebecca Abrams
Rebecca Abrams (geboren 1963 in Cambridge) ist eine britische Journalistin und Schriftstellerin.  

## Leben
Rebecca Abrams besuchte öffentliche Schulen in England, das Newnham College in Cambridge und das Nuffield College in Oxford. Ihr erster Roman Touching Distance kam 2009 auf die Shortlist des McKitterick Prize und gewann den Medical Journalists’ Association Award for Fiction.
Ihre Ratgeberbücher Three Shoes, One Sock & No Hairbrush (Ratgeber für Eltern, die ein zweites Kind wünschen) und When Parents Die erzielten eine große Resonanz. 
Die Universität Oxford beschäftigte sie als Tutorin im Masterstudiengang für Creative Writing.
Sie hatte eine Kolumne im Daily Telegraph und schreibt regelmäßig Literaturkritiken für die Financial Times.
Abrams lebte auch in den USA und in der Schweiz und wohnt nun mit Mann und zwei Kindern in Oxford.

## Schriften
- Touching Distance. London: Pan Macmillan 2008
- Three Shoes One Sock & No Hairbrush. London: Cassell, 2001
- The Playful Self: Why Women Need Play in their Lives. London: Fourth Estate 1997
- Woman In a Man’s World: Pioneering Career Women of the Twentieth Century. London: Methuen, 1993
- When Parents Die: Learning to Live with the Loss of a Parent. London: Routledge, 1991. Neuausgabe 2012.